# Luca Turilli’s Rhapsody
Luca Turilli’s Rhapsody – włoski zespół muzyczny wykonujący symfoniczny power metal. Powstał w 2011 roku z inicjatywy multiinstrumentalisty Luki Turilliego w efekcie rozłamu w zespole Rhapsody of Fire. Skład formacji uzupełnili wokalista Alessandro Conti, gitarzysta Dominique Leurquin, basista Patrice Guers oraz perkusista Alex Holzwarth, którego rok później zastąpił Alex Landenburg.

## Dyskografia
Albumy studyjne
| Ascending to Infinity                   | - Data: 29 czerwca 2012 - Wydawca: Nuclear Blast | 103 | 84 | 55 | 32 | 56 | 108 | –   |
| Prometheus: Symphonia Ignis Divinus     | - Data: 19 czerwca 2015 - Wydawca: Nuclear Blast | 78  | 88 | 82 | 70 | 43 | 158 | 178 |
| „–” oznacza, że album nie był notowany. |                                                  |     |    |    |    |    |     |     |

Albumy koncertowe
| Tytuł              | Dane dot. albumu                                |
| ------------------ | ----------------------------------------------- |
| Cinematic and Live | - Data: 9 grudnia 2016 - Wydawca: Nuclear Blast |

## Teledyski
| Tytuł                                      | Rok  | Reżyseria    | Album                 | Źródło |
| ------------------------------------------ | ---- | ------------ | --------------------- | ------ |
| "Dark Fate Of Atlantis"                    | 2012 | Owe Lingvall | Ascending To Infinity | [ 12 ] |
| "Clash Of The Titans (Walking Dead Remix)" | 2012 | Owe Lingvall | Ascending To Infinity | [ 13 ] |